# 賽義德·薩達特
賽義德·艾哈邁德·沙·薩達特（1971年—），於2016年至2018年擔任阿富汗通信和信息技術部部長，因不滿阿富汗政府貪腐而辭職，2020年離開阿富汗。他有阿富汗和英國雙重國籍，但他於2020年底移居德國，在當地當外送員之餘，亦正在學習德語。